# 49036 Pelion
49036 Pelion (tillfällig beteckning 1998 QM107) är en centaur, en småplanet i det yttre av Solsystemet. Dess omloppsbana korsar Uranus. Den upptäcktes 21 augusti 1998 av de båda amerikanska astronomerna R. J. Whiteley och D. J. Tholen vid Mauna Kea. Pelion har fått sitt namn efter de berg i Thessalien där kentaurerna bodde inom grekisk mytologi.
På grund av gravitationen från gasjättarna är centaurernas omloppsbanor instabila och kommer att vandra inåt i solsystemet eller kastas ut. Den beräknade halva livslängden för Pelions omloppsbana är 4,9 miljoner år.